# Horses
Horses es el álbum debut de la música y poeta estadounidense Patti Smith, editado en 1975 por el sello discográfico Arista Records, siendo un factor clave en la evolución de escena punk de Nueva York.

## Inspiración
Al mismo tiempo que grababa Horses, Patti Smith y su banda eran muy reconocidos en la escena musical de Nueva York junto a bandas como Blondie y The Ramones. Smith era admiradora de muchos de los artistas de los años 60 como Jimi Hendrix, Little Richard, Brian Jones de The Rolling Stones y Jim Morrison, al igual que de Motown y artistas de jazz como Smokey Robinson y John Coltrane. Se aprecian sobremanera estas influencias en la versión de la canción "Gloria" de la banda de rock Them. La música del tema "Birdland", en particular, estaba más influida por el jazz que por el punk. Mientras se grababa esta canción, que fue improvisada por la banda en los estudios de grabación Electric Lady Studios, Smith dijo que imaginaba el espíritu de Hendrix observándoles. Varias de las canciones del álbum ("Redondo Beach", "Free Money" o "Kimberly") están inspiradas en la familia de Smith, mientras que otras ("Break It Up", "Elegie"), tratan de sus ídolos. "Land" contiene un tributo a Arthur Rimbaud." En el álbum aparecen como artistas invitados Tom Verlaine de Television y Allen Lanier de Blue Öyster Cult.
Asimismo, en 2003, en una edición especial, la revista Rolling Stone posicionó el álbum en el puesto 44 de su lista de los 500 mejores álbumes de todos los tiempos.

## Portada
La fotografía de la portada del álbum fue hecha por Robert Mapplethorpe con luz natural. El triángulo de luz en la pared fue producto de la luz del atardecer. La compañía discográfica quiso hacer varios retoques, incluyendo quitar la pelusa del bigote de Smith, a lo que ella misma se negó.

## Lista de canciones

### Cara A
1. "Gloria: In Excelsis Deo / Gloria (version)" (Patti Smith, Van Morrison) – 5:57
2. "Redondo Beach" (Smith, Richard Sohl, Lenny Kaye) – 3:26
3. "Birdland" (Smith, Sohl, Kaye, Ivan Kral) – 9:15
4. "Free Money" (Smith, Kaye) – 3:52

### Cara B
1. "Kimberly" (Smith, Allen Lanier, Kral) – 4:27
2. "Break It Up" (Smith, Tom Verlaine) – 4:04
3. "Land: Horses / Land of a Thousand Dances / La Mer (De)" (Smith, Chris Kenner) – 9:25
4. "Elegie" (Smith, Lanier) – 2:57

### Pista adicional (CD)
- "My Generation" (En directo) (Pete Townshend) – 3:16

### EdiciónLegacy
El álbum en directo que aparece en esta edición extendida, fue grabado como parte del 30 aniversario el 25 de junio de 2005 en el Royal Festival Hall en el Festival Meltdown. Sigue el mismo orden que el álbum original, e incluye al guitarrista Tom Verlaine y al bajista Flea. Se lanzó al mercado el 8 de noviembre de 2005 bajo el título Horses/Horses como doble CD, con el álbum original en el disco 1 y la grabación de este concierto en el disco 2. 
1. "Gloria: In Excelsis Deo/Gloria (versión)" – 7:01
2. "Redondo Beach" – 4:29
3. "Birdland" – 9:52
4. "Free Money" – 5:29
5. "Kimberly" – 5:28
6. "Break It Up" – 5:24
7. "Land: Horses/Land of a Thousand Dances/La Mer (De)" – 17:35
8. "Elegie" – 5:08
9. "My Generation" - 6:59 (pista extra)

## Personal
Músicos
- Patti Smith – Voz, guitarra
- Lenny Kaye – Guitarra, bajo, voz
- Jay Dee Daugherty – Batería
- Ivan Kral – Bajo, guitarra, voz
- Richard Sohl – Teclado

Personal adicional
- Allen Lanier – Productor discográfico, guitarra, teclados
- Bernie Kirsh – Ingeniero, masterización
- Bob Gruen – Fotografía
- Bob Heimall – Diseño artístico
- Bob Irwin – Masterización
- Bob Ludwig – Masterización
- Chuck Krall – Fotografía
- Danny Fields – Fotografía
- Edie Baskin – Fotografía
- Frank d'Augusta – Asistente de ingeniería
- Richard Aaron – Fotografía
- Robert Mapplethorpe – Fotografía
- Sherri Whitmarsh – Diseño artístico
- Tom Verlaine – Guitarra
- Vic Anesini – Masterización

## Posición en listas
| Año  | Lista                          | Posición |
| ---- | ------------------------------ | -------- |
| 1976 | Estados Unidos (Billboard 200) | 47       |
| 2007 | Reino Unido (UK Albums Chart)  | 157      |

## Ediciones disponibles
| Fecha                   | Sello discográfico | Formato | N.º de catálogo |
| ----------------------- | ------------------ | ------- | --------------- |
| 13 de diciembre de 1975 | Arista Records     | LP      | 4066            |
| 1996                    | Arista Records     | CD      | 18827           |
| 8 de noviembre de 2005  | Sony BMG           | CD      | 671445          |
| 2007                    | Sony BMG           | CD      | 37927           |